# Evangelische Kirche (Hirzenhain)

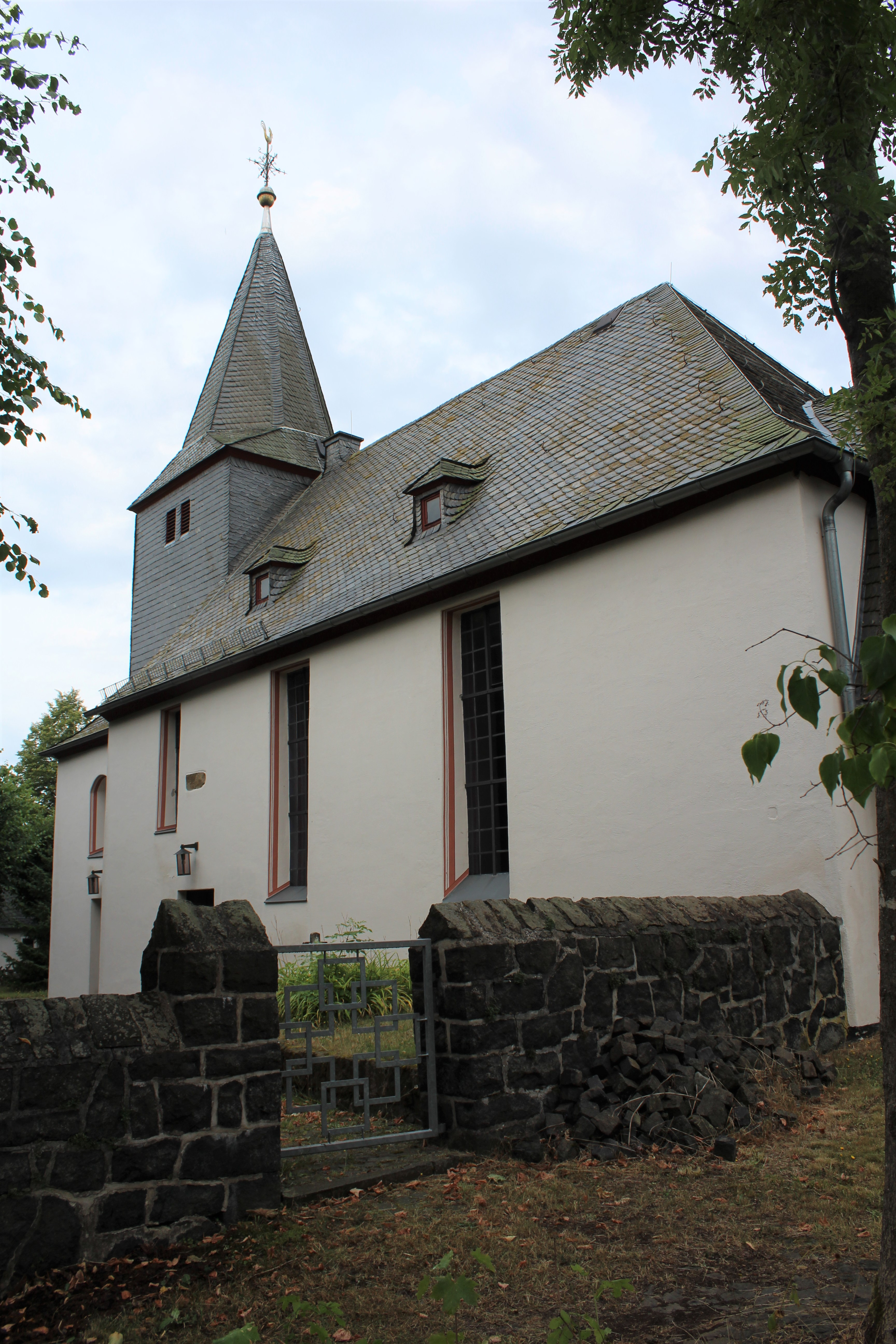
Evangelische Kirche in Hirzenhain

Die evangelische Kirche Hirzenhain ist ein denkmalgeschütztes Kirchengebäude im Stadtteil Hirzenhain von Eschenburg im Lahn-Dill-Kreis in Hessen. Die Kirchengemeinde gehört zum Dekanat an der Dill in der Propstei Nord-Nassau der Evangelischen Kirche in Hessen und Nassau.

## Beschreibung
Im Westen ist der massive mittelalterliche Kirchturm erhalten. Darüber wurde später ein quadratisches, eingezogenes, schiefergedecktes Geschoss errichtet, das die Turmuhr und den Glockenstuhl mit der von Johann Bruwiller 1452 gegossenen Kirchenglocke beherbergt. Darauf sitzt ein hoher, achtseitiger, spitzer Helm. 1725 wurde das etwas breitere Kirchenschiff mit nach Osten abgewalmtem Satteldach erneuert. Daran schließt sich ein mit einem Bogendach bedeckter Anbau an.
Der flachgedeckte Innenraum des Kirchenschiffes ist mit dem des Turms, bei dem die Ostwand herausgebrochen wurde, zu einem gemeinsamen Raum vereinigt. Die Emporen auf der West-, der Nord- und der Ostseite, deren Brüstungen reich bemalt sind, wurden später im Südwesten durch eine weitere Empore für die Orgel ergänzt. Die auf Balustern ruhende Kanzel mit ihrem Schalldeckel befindet sich vor der Südwand.